# Jahrhunderthalle (Breslau)

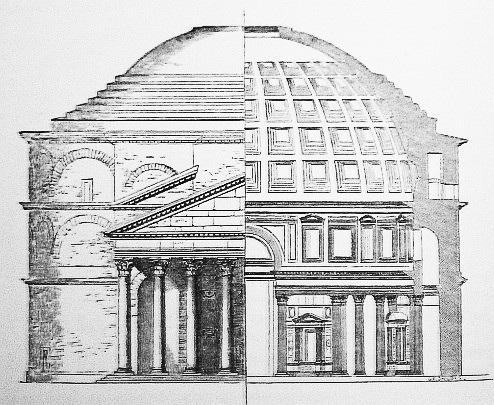
Schnittdarstellung der als architektonische Anleihe dienenden Rotunde des Pantheon in Rom, James Ferguson, A History of Architecture in All Countries, London 1893

Die Breslauer Jahrhunderthalle (polnisch heute vermehrt gleichbedeutend Hala Stulecia; früher ausschließlich Hala Ludowa, deutsch: Volkshalle) ist eine Veranstaltungshalle aus Stahlbeton, die von 1911 bis 1913 in Breslau nach einem Entwurf des Architekten und Stadtbaurates Max Berg errichtet wurde. Gemeinsam mit der 1948 vor dem Haupteingang aufgestellten Iglica, einer rund 100 m hohen Nadel, zählt die Halle zu den Wahrzeichen der Stadt Breslau. 
Seit 2006 gehört die Jahrhunderthalle zum UNESCO-Weltkulturerbe. Sie wird für Messen, Sport- und Kultur-Veranstaltungen genutzt. Sie besitzt rund 6000 Sitzplätze, bei Verwendung von Stehplätzen fasst sie fast 20.000 Besucher.

## Messegelände
Die Jahrhunderthalle bildet das Zentrum des Breslauer Messegeländes, das zwischen 1911 und 1913 entstand. Zum Ensemble gehören u. a. der Vier-Kuppel-Pavillon und die Pergola, die der Architekt Hans Poelzig entworfen hatte. Von Poelzig stammt auch der Generalplan des Ausstellungsgeländes, das in den Scheitniger Park (heute Park Szczytnicki) hineinkomponiert wurde. Der Jahrhundertpark wurde von Hugo Richter gestaltet, dem dafür der Titel eines (königlichen) Gartenbaudirektors verliehen wurde.

## Baugeschichte

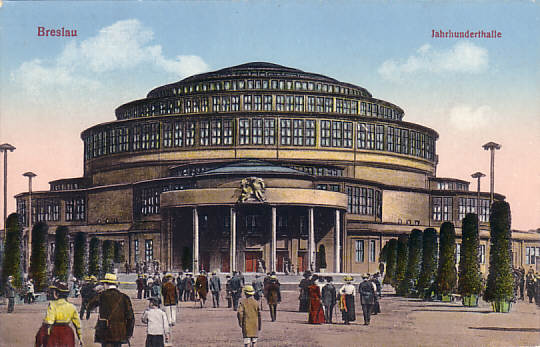
Die Breslauer Jahrhunderthalle um 1920

Max Reinhardt und Gerhart Hauptmann bei der Probenarbeit (1913)

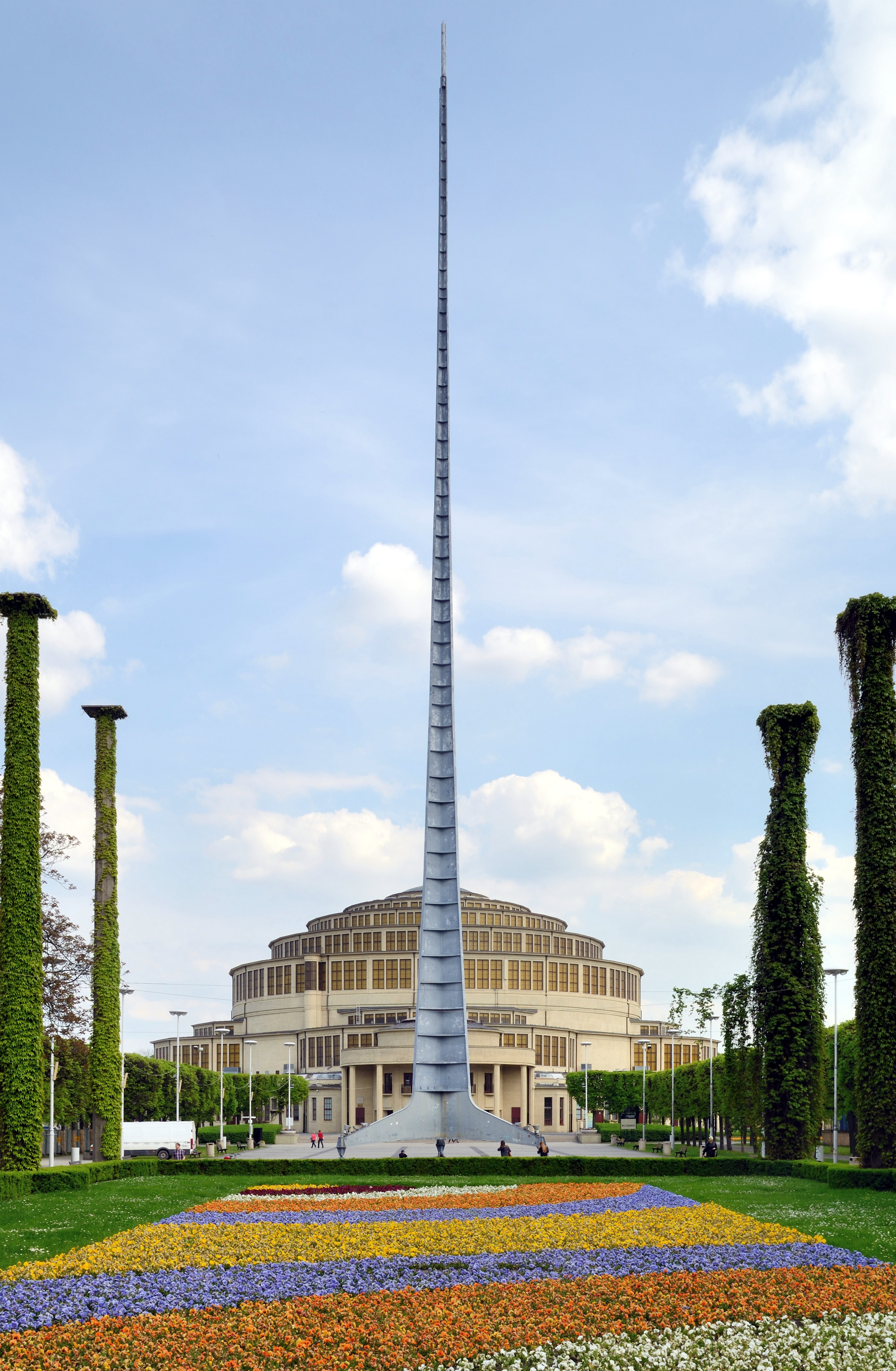
Jahrhunderthalle mit der knapp 100 m hohen Nadel (Iglica)

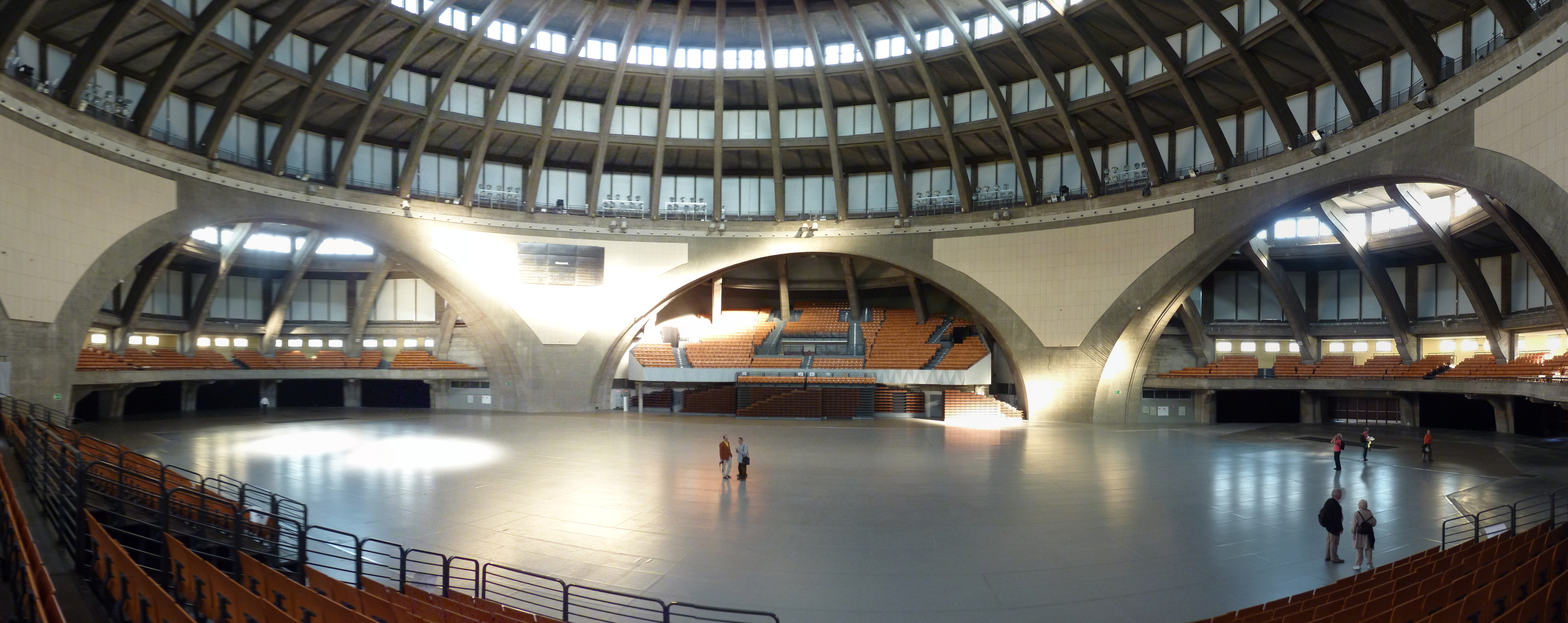
Blick in den Innenraum der Halle

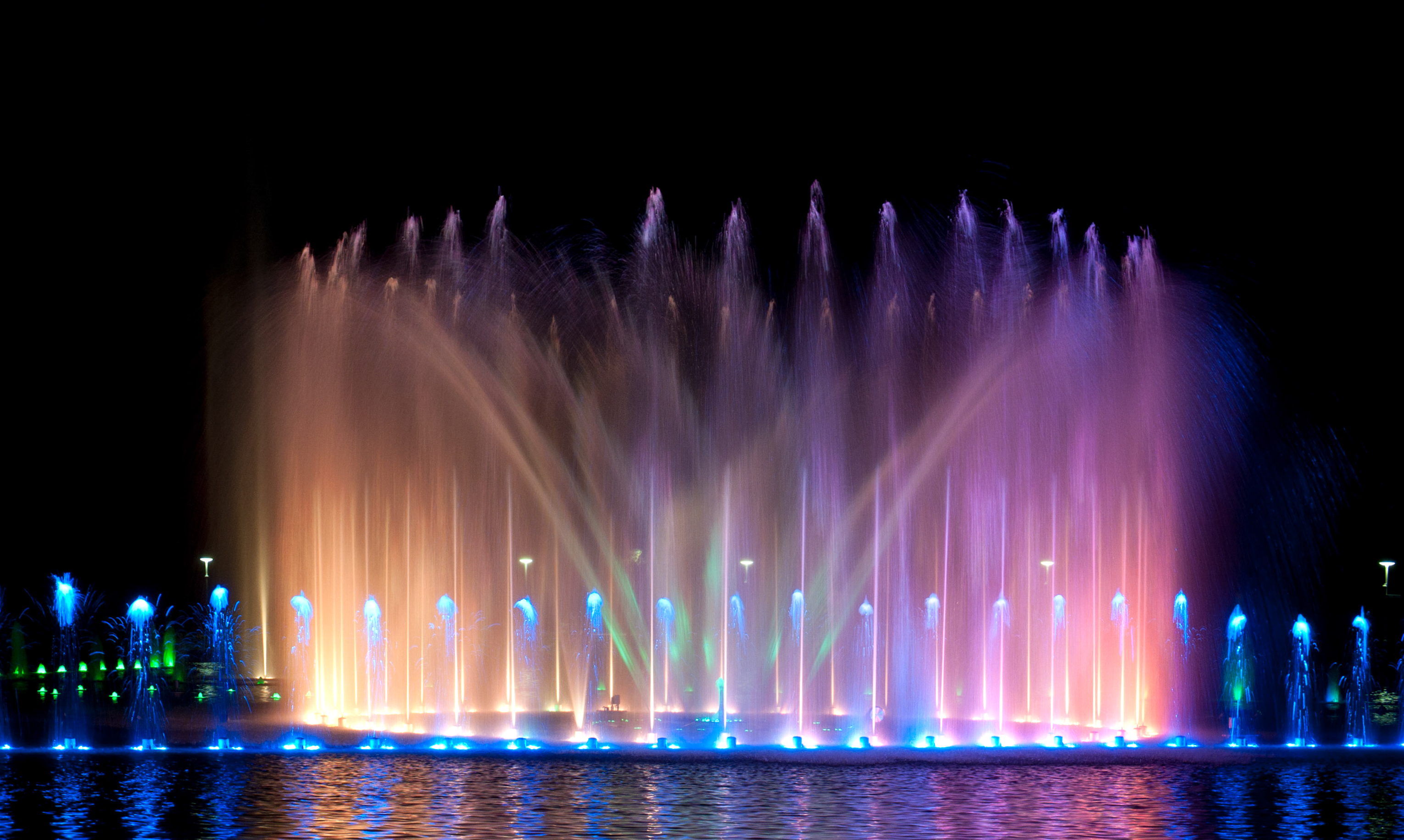
Beleuchtete Wasserspiele bei Nacht vor der Halle

Die Tragkonstruktion wurde von Günther Trauer geplant und von Heinrich Müller-Breslau geprüft. Den Kuppelbau führte die Firma Dyckerhoff & Widmann AG aus. Die Kuppel war zum Zeitpunkt der Fertigstellung mit einer freien Spannweite von 65 m Durchmesser im damaligen Deutschland die größte dieser Art. Zahlreiche Kritiker sind davon ausgegangen, dass das Bauwerk nach Eröffnung in sich zusammenfällt. Selbst am Bau beteiligte Personen waren teilweise selbst nicht komplett von dem Projekt überzeugt – schlussendlich wurde ein Passant mit einer Goldmünze überzeugt, die Verschalungen zu entfernen.
Vorbild für die Gesamtarchitektur einschließlich Rotunde war das antike, um 118 n. Chr. fertiggestellte Pantheon in Rom. Auch auf dessen stufenförmige Kuppelkonstruktion wurde zurückgegriffen.
Vom 20. Mai bis 26. Oktober 1913 fand in den Pavillons und auf dem Freigelände die Jahrhundertausstellung zur Erinnerung an die preußischen Befreiungskriege gegen Napoleon I. statt. Die Stadt gedachte damit des hundertjährigen Jubiläums des Aufrufs An Mein Volk, den der preußische König Friedrich Wilhelm III. in Breslau herausgegeben und mit dem er gemäß preußischer Geschichtsschreibung die Kriegswende eingeleitet hatte. Die Breslauer Stadtoberen wählten diesen Anlass nicht zuletzt aus wirtschaftspolitischem Kalkül: Man erhoffte sich eine finanzielle Unterstützung durch das Kaiserhaus für die Bauten der Jahrhundertausstellung, die danach als Ausstellungsbauten des seit langem geplanten Messegeländes fungieren sollten. Die staatliche Förderung blieb aus, die Stadt trug die enorme Investition allein. Zur feierlichen Eröffnung der Jahrhundertausstellung in der Jahrhunderthalle reiste lediglich Kronprinz Wilhelm an, der auch Protektor der Jahrhundertfeier war.
Im Rahmen der Eröffnungsfeierlichkeiten wurde am 31. Mai 1913 in der Jahrhunderthalle das Festspiel in deutschen Reimen in der Inszenierung von Max Reinhardt aufgeführt, das der mit der Breslauer Kulturszene eng verbundene Gerhart Hauptmann eigens für diesen Anlass verfasst hatte. Die im Stück enthaltene Kriegskritik löste einen Skandal aus: Nach Protesten von Kriegerverbänden und letztlich wohl auf Druck aus Berlin wurde das Festspiel vorzeitig abgesetzt.
Schlesien und Breslau wurden nach dem Zweiten Weltkrieg Polen zugeteilt und die nahezu unbeschädigt gebliebene Jahrhunderthalle in Hala Ludowa (Volkshalle) umbenannt. Diese Umbenennung wurde allerdings wieder rückgängig gemacht und es erfolgte eine Rückkehr zum originalen Namen Hala Stulecia (Jahrhunderthalle).
In den 1970er und 1980er Jahren existierte in der Halle ein Kino („Gigant“). Nach 1997 wurde die Halle für den Besuch Papst Johannes Paul II. generalsaniert, dabei wurden die Ränge teilweise umgestaltet und neu bestuhlt. Die Künstler Romain Tardy und Thomas Vaquié (Musik) installierten im Jahr 2004 unter dem Label AntiVJ eine permanente Lichtinstallation (Omicron) im Innern des Gebäudes.

## Orgel
Die Einweihung der Halle wurde mit der zur damaligen Zeit größten Orgel der Welt begangen, einer Schöpfung des Frankfurter Orgelbauers Wilhelm Sauer. Die Orgel hatte 15.133 Pfeifen und 200 Register. Für die Einweihung dieser Orgel hatte Max Reger im Auftrag der Stadt Breslau das monumentale Werk Introduktion, Passacaglia und Fuge e-moll (op. 127) komponiert. Die Uraufführung spielte am 24. September 1913 Karl Straube, dem das Werk auch gewidmet ist. Die Disposition der Orgel ist auf der Walckerorgel-Internetseite zu finden.
Nach dem Zweiten Weltkrieg wurde das Orgelwerk auf drei neue Orgeln aufgeteilt. So entstand unter anderem die Breslauer Domorgel, die heute mit 150 Registern und 13.207 Pfeifen auf fünf Manualen und Pedal die größte Orgel Polens darstellt.

## Welterbe

### Aufnahme 2006
2004 wurde die Volkshalle auf die polnische Liste der wichtigsten Baudenkmäler der Geschichte des Landes gesetzt, die derzeit rund 25 Objekte umfasst. Nach Bemühungen der Stadtverwaltung wurde sie als Centennial Hall, also unter ihrem ursprünglichen Namen Jahrhunderthalle, am 13. Juli 2006 als „Pionierleistung des Stahlbetonbaus und der modernen Architektur“ in die Liste des Weltkulturerbes der UNESCO aufgenommen. 
Folgende Kriterien wurden benannt:
Criterion (i): The Centennial Hall in Wrocław is a creative and innovative example in the development of construction technology in large reinforced concrete structures. The Centennial Hall occupies a key position in the evolution of methods of reinforcement used in architecture, and represents one of the climactic points in the history of the use of metal in structural consolidation.
(Die Jahrhunderthalle in Breslau ist ein kreatives und innovatives Beispiel für die Entwicklung des Konstruktionswesens bei großen Stahlbetonobjekten. Die Jahrhunderthalle ist eine Spitzenleistung bei der Entwicklung der Armierungsmethoden in der Architektur. Und sie stellt einen der Höhepunkte in der Geschichte der Metallverwendung bei der Konstruktionssicherung dar.)
Criterion (ii): The Centennial Hall is a pioneering work of Modern engineering and architecture, which exhibits an important interchange of influences in the early 20th century, becoming a key reference in the later development of reinforced concrete structures.
(Die Jahrhunderthalle ist eine Pionierleistung moderner Ingenieurkunst und Architektur, die ein wichtiges Beispiel der Strömungen im frühen 20. Jahrhundert darstellt und die ein Musterbeispiel für die spätere Entwicklung des Stahlbetonbaus wurde.)
Criterion (iv): As part of the Exhibition Grounds of Wrocław, the Centennial Hall is an outstanding example of Modern recreational architecture that served a variety of purposes, ranging from hosting conferences and exhibitions to concerts, theatre and opera.
(Als Teil des Ausstellungsgeländes von Breslau ist die Jahrhunderthalle ein herausragendes Beispiel für die moderne Freizeit- und Erholungsarchitektur, die einer Vielzahl von Zwecken dient, angefangen bei Konferenzveranstaltungen und Ausstellungen bis hin zu Konzerten, Theater- und Opernvorstellungen.)

### Renovierung und Nutzung
Das so geehrte Bauwerk konnte im Jahr 2010 renoviert werden. An den Arbeiten war auch das englische Architekten- und Planungsunternehmen Chapman Taylor beteiligt. Da in Polen während der vorausgegangenen zwei Jahrzehnte eine Neubewertung der deutschen Geschichte Breslaus eingesetzt hatte, ging man – nicht zuletzt auch der internationalen Würdigung wegen – dazu über, wieder die Bezeichnung Hala Stulecia, also Jahrhunderthalle zu verwenden. Um 2010 begann man, den Park der Anlage nach historischem Vorbild wiederherzustellen. Im Jahre 2011 begannen die Abbrucharbeiten – alle nach 1913 entstandenen Einbauten werden entfernt. Nach den UNESCO-Richtlinien soll die Halle ihr ursprüngliches Aussehen des Jahres 1913 zurückerhalten. Zusätzlich wurde in der Mitte eine versenkbare Bühne errichtet. Als 2016 Breslau europäische Kulturhauptstadt war, konnte die fertiggestellte Halle für alle vorgesehenen Veranstaltungen benutzt werden.
Der Film Die Tribute von Panem 5: The Ballad of Songbirds and Snakes nutzte die Halle als Kulisse für diverse Szenen aufgrund der im gesamten Film vorkommenden Architektur im Stile des Brutalismus sowie Endzeitstimmung, obwohl das Gebäude viel früher als dieser Baustil entstanden ist.

## Rezeption
„Die Breslauer Jahrhundertausstellung hat ihren Clou in der großen Festhalle. Es ist ein Baukoloß in Beton und Eisenbeton von ganz besonderen Abmessungen. Wie der Architekt, der städtische Baurat Berg, die ihm gestellte Aufgabe löste, ist höchst bemerkenswert. Die größte bisher bekannte Kuppel ist die der Sankt Peterskirche in Rom. Ihre Spannweite beträgt 42 m, hier ist man bis zu einer Spannweite von 65 m gegangen. Das ergab eine statisch sehr interessante und neuartige Konstruktion. Eigenartig ist ferner, wie der Architekt die Vorzüge der vertikalen Fensterbeleuchtung mit den Wirkungen des scheinbaren Oberlichtes zu verbinden verstand. Die Festhalle faßt 10.000 Menschen. Die Länge des Halleninneren beträgt 95 m, die Höhe des Kuppelbaues 40 m. Gewaltig ist der Eindruck, wenn man das Innere dieses Baues betreten hat und nun in den Bann der ungeheuren Raumwirkung gestellt ist, wenn von oben das durch die Fenster der gotischen Bogen gedämpfte Licht hineinflutet. Hier wird im Mai oder Juni das von Gerhart Hauptmann verfaßte und von Max Reinhardt inszenierte Festspiel unter Mitwirkung von 2000 Statisten aufgeführt werden. Es ist alles auf Massenwirkung gestellt, das gilt auch von der Orgel, die hier erbaut wird und die mit ihren 15.000 Pfeifen die größte der Welt ist. – Die eigentliche Jahrhundertausstellung ist in einem besonderen, von dem Breslauer Architekten Professor Pölzig entworfenen Gebäude untergebracht.“